# Guillaume Godin
Guillaume Godin (ur. 1260 w Bajonnie, zm. 4 czerwca 1336 w Awinionie) − francuski kardynał.

## Życiorys
Pochodził z Bayonne. W młodości wstąpił do zakonu dominikanów. Studiował filozofię i teologię na uniwersytecie paryskim, zyskując tytuł profesora obu tych nauk. 21 lipca 1301 wybrano go na prowincjała dominikanów w Prowansji. Kiedy w 1303 prowincja zakonna Prowansja została podzielona na Prowansję i Tuluzę, został pierwszym prowincjałem Tuluzy. Papież Klemens V w 1306 mianował go Mistrzem Świętego Pałacu, a 23 grudnia 1312 wręczył mu nominację kardynalską z tytułem prezbitera S. Cecilia. Brał udział w konklawe 1316. Biskup Sabiny od 12 września 1317. W latach 1320–1322 służył jako legat papieża Jana XXII w Hiszpanii, gdzie przewodniczył synodowi w Valladolid. Przewodniczył konklawe 1334. Autor kolekcji papieskich dokumentów. Zmarł w Awinionie, ale pochowano go w klasztorze dominikańskim w Tuluzie.